# Gia Thanh, Phù Ninh
Gia Thanh là một xã thuộc huyện Phù Ninh, tỉnh Phú Thọ, Việt Nam.
Xã Gia Thanh có diện tích 6,4 km², dân số năm 1999 là 3262 người, mật độ dân số đạt 510 người/km².
Đến với Xã Gia Thanh , mọi người thường nghĩ ngay đến Hồng không hạt và nón lá Gia Thanh. Nhưng còn một điểm đến khá hấp dẫn nữa mà ít người được biết đến đó là di chỉ khảo cổ Xóm Rền cũng thuộc xã Gia Thanh thuộc nền văn hoá Phùng Nguyên là di chỉ khảo cổ thuộc loại hình cư trú và mộ táng khá điển hình nằm trong thời kỳ phát triển khá cực thịnh của đồ gốm cùng với sự xuất hiện manh nha của đồ đồng được phát hiện từ những năm thập kỷ 60 của thế kỷ XX có niên đại cách ngày nay khoảng 3500 năm đến 4000 năm, tương đương với thời kỳ các Vua Hùng mở đầu sự nghiệp dựng nước Văn Lang. Trải qua 6 lần khai quật đã phát hiện 2794 hiện vật bằng chất liệu đá; 572 hiện vật bằng chất liệu gốm cùng với hàng nghìn mảnh gốm vỡ có trang trí hoạ tiết hoa văn mang đặc trưng của văn hoá Phùng Nguyên phản ánh kỹ thuật chế tác đồ gốm của người Xóm Rền đã đạt đến trình độ cao, đó là kỹ thuật sử dụng bàn xoay để làm nên những chiếc bình, bát, thố... bằng gốm rất tinh sảo phản ánh trình độ sản xuất trong buổi bình minh của lịch sử bắt đầu hình thành quốc gia Văn Lang của các Vua Hùng trên quê hương trung du Phú Thọ.
Trên địa bàn tỉnh Phú Thọ hiện nay đã phát hiện gần 30 địa điểm khảo cổ thuộc văn hoá Phùng Nguyên. Nhưng duy nhất, chỉ có ở di chỉ khảo cổ Xóm Rền đã phát hiện ra chủ nhân của nền văn hoá ấy. Đó là việc đã phát hiện ra hàng loạt các bộ hài cốt người nằm sâu trong tầng văn hoá cùng với các hiện vật khảo cổ bằng đá, bằng gốm chứng minh đây là chủ nhân đã làm nên văn hoá Phùng Nguyên trên đất Phú Thọ. Đặc biệt, cũng tại đây, đã tìm thấy một chiếc nha chương bằng đá ngọc quý có kích thước lớn nhất trong những chiếc nha chương được tìm thấy trên đất Phú Thọ. Điều này càng khẳng định địa điểm Xóm Rền trong thờ kỳ Hùng Vương dựng nước đã có những thủ lĩnh bộ lạc trị vì trên mảnh đất này và chính những thủ lĩnh ấy đã đứng đầu các bộ của thời kỳ Hùng Vương lập nên quốc gia Văn Lang với 15 bộ trải rộng từ vùng trung du Phú Thọ đến vùng Thanh Hoá, Nghệ An ngày nay.
Chính vì giá trị khoa học nổi bật đó mà Bộ Văn hóa - Thông tin (Nay là Bộ Văn hóa, Thể thao và Du lịch) đã xếp hạng di chỉ khảo cổ học Xóm Rền là di tích khảo cổ cấp quốc gia tại quyết định số 12/2007/ QĐ- BVHTT ngày 18/10/2007. Đây là căn cứ pháp lý để xây dựng quy hoạch tổng thể di tích khảo cổ Xóm Rền để làm cho nơi đây trở thành địa điểm tham quan du lịch văn hoá thời kỳ Hùng Vương dựng nước bên cạnh khu di tích đặc biệt quốc gia Đền Hùng, Lễ hội chọi trâu Phù Ninh, hát Xoan Kim Đức... tạo thành điểm vệ tinh trong tuyến tham quan du lịch văn hoá cội nguồn dân tộc Việt Nam.
Quy hoạch di tích khảo cổ học Xóm Rền xã Gia Thanh, huyện Phù Ninh đã được UBND tỉnh Phú Thọ phê duyệt do Công ty cổ phần kiến trúc đô thị Việt Nam thuộc Hội kiến trúc sư Việt Nam cùng với sự tham gia góp ý kiến bổ sung quy hoạch của Sở Văn hóa, Thể thao và Du lịch và các sở, ban ngành liên quan của tỉnh. Quy hoạch đã bước đầu đáp ứng được mục tiêu và yêu cầu đề ra. Nội dung quy hoạch đã được nghiên cứu và triển khai đảm bảo một số nguyên tắc và yêu cầu đặt ra nhằm đáp ứng được mục tiêu của quy hoạch là: Xây dựng di tích khảo cổ Xóm Rền trở thành một địa điểm di tích lịch sử văn hoá hấp dẫn bởi những giá trị khoa học khảo cổ đặc sắc vốn có của nó phục vụ phát triển du lịch.
Quy hoạch đã xác định rõ tính chất là quy hoạch di tích khảo cổ tiêu biểu đã tìm thấy chủ nhân của nền văn hoá Phùng Nguyên. Do đó, quy hoạch nơi đây là điểm tham quan, nghiên cứu mang tính hấp dẫn thu hút du khách phục vụ phát triển du lịch tại địa phương. Tránh nhầm lẫn với quy hoạch du lịch sinh thái. Vì vậy, một trong những nguyên tắc cần phải tuân thủ đó là hạn chế đến mức thấp nhất việc đào đắp, san gạt mặt bằng để xây dựng công trình làm thay đổi môi trường, cảnh quan sinh thái của di tích. Cần giữ những yếu tố gốc của điều kiện tự nhiên đặc trưng của vùng trung du với những đầm, ao nước tự nhiên xen kẽ giữa những quả đồi thấp, đó là điều kiện tự nhiên mà chủ nhân văn hoá Phùng Nguyên đã sinh sống cách đây hàng mấy ngàn năm. Đặc biệt, cần phải có những giải pháp bảo vệ thích hợp về bảo tồn tại chỗ, giữ gìn nguyên trạng một số ngôi mộ cổ đã được phát hiện và có thể còn nằm trong lòng đất. Đó chính là "linh hồn" của di tích và đó cũng là đặc điểm riêng biệt nổi bật của di tích khẳng định giá trị khoa học và ý nghĩa lịch sử của di tích Xóm Rền trong hệ thống các di tích thuộc nền văn hoá Phùng Nguyên trên địa bàn tỉnh Phú Thọ. Từ đó làm tăng sự thu hút, chú ý tham quan, nghiên cứu của khách tham quan du lịch trong và ngoài nước.
Một điều đáng quan tâm khi thực hiện quy hoạch, đó là cần chú ý đến việc phục dựng một số hoạt động trong đời sống kinh tế của cư dân văn hoá Phùng Nguyên như nghề nông trồng lúa nước, đánh cá, săn bắt... nghề chế tác công cụ, đồ trang sức bằng chất liệu đá và chất liệu gốm được thể hiện thông qua các hiện vật đã được tìm thấy tại di tích. Đây là hoạt động nhằm thu hút du khách trực tiếp tham gia công việc của người Việt cổ Xóm Rền để làm ra những sản phẩm như bát, bình bằng gốm, rìu bằng đá, hoa tai bằng đá.v..v. để làm kỷ niệm.
Một điều nữa cần chú ý trong thực hiện quy hoạch tổng thể di tích khảo cổ Xóm Rền, đó là quy hoạch các phân khu chức năng thật sự hợp lý nhằm phát huy công năng, đem lại hiệu quả cao về văn hoá, xã hội và kinh tế góp phần thiết thực vào việc phát triển dịch vụ du lịch và thay đổi cơ cấu kinh tế của địa phương.
Tuy nhiên, do nguồn kinh phí thực hiện quy hoạch hết sức khó khăn, việc triển khai thực hiện quy hoạch bước đầu tập trung vào một số địa điểm khảo cổ đã phát hiện di cốt và hiện vật khảo cổ. Để tiếp tục thực hiện hiệu quả công tác bảo tồn, phát huy giá trị Di tích khảo cổ Xóm Rền phù hợp với các quy định của pháp luật và điều kiện cụ thể của địa phương cũng như việc huy động các nguồn lực đầu tư, Ủy ban nhân dân tỉnh đã giao Sở Văn hóa, Thể thao và Du lịch đã chủ trì, phối hợp với Sở Kế hoạch và Đầu tư, UBND huyện Phù Ninh tiếp tục đánh giá thực trạng thực hiện quy hoạch, nguồn vốn đầu tư thực hiện quy hoạch; lựa chọn hạng mục ưu tiên tập trung bảo vệ di tích gốc, trọng tâm là các địa điểm khai quật đã phát lộ tầng văn hóa, di cốt và hiện vật khảo cổ, lập dự án thành phần, xác định nguồn vốn cụ thể để triển khai thực hiện dự án gửi các cơ quan chức năng thẩm tra, trình Ủy ban nhân dân tỉnh, Bộ Văn hóa, Thể thao và Du lịch thẩm định, phê duyệt theo quy định.
Hy vọng trong một tương lai gần di tích khảo cổ Xóm Rền, xã Gia Thanh huyện Phù Ninh tiếp tục được quy hoạch, bảo tồn và phát huy giá trị, xây dựng di tích thành điểm đến tham quan du lịch văn hoá hấp dẫn góp phần xây dựng quê hương ngày càng phát triển bền vững trên nền văn hoá mấy nghìn năm Đất Tổ Hùng Vương mà văn hoá Phùng Nguyên là điểm xuất phát của lịch sử dựng nước và giữ nước của dân tộc Việt Nam ./.
```
Trụ sở ủy ban tại khu 6 .
```

Đặc điểm nhận dạng khoảng 1m7.